# Phil Comeau
Pour les articles homonymes, voir Comeau.
Phil Comeau, est un réalisateur et scénariste acadien né en 1956, à Saulnierville, à la Baie Sainte-Marie en Nouvelle-Écosse. Le cinéaste habite Moncton (Nouveau-Brunswick) et Montréal (Québec).

## Biographie
Le cinéaste Phil Comeau a réalisé plus de 115 films et émissions en fiction et en documentaire. Ses films, tournés au Canada et dans une vingtaine de pays, se sont mérités plus de 700 prix aux festivals canadiens et internationaux sur tous les continents. Certaines de ses réalisations sont traduites jusqu'en 27 langues et ont été télédiffusés dans près de 190 pays,,,.
En le genre films de fiction, Phil Comeau a réalisé une cinquantaine de films dont le long-métrage acadien Le Secret de Jérôme (coprod. Québec/Nouveau-Brunswick/Nouvelle-Écosse), et deux téléfilms longs Le Crash du siècle en France (coprod. avec le Canada) et Teen Knighten Roumanie (coprod. Canada/É-U.). Il a aussi réalisé plusieurs télé-séries dramatiques dont la série adulte Tribu.com diffusée au réseau TVA avec des cotes d'écoute de 1,3 million au Québec. Il a aussi réalisé les séries de fiction sur le personnage La Sagouine (Bestseller en DVD), Les couleurs de mon accent, Mayday, Pit Pony, Lassie (un remake), et Émilie de la Nouvelle Lune.
En le genre film documentaire, Phil Comeau a réalisé une soixantaine de films ou émissions, dont cinq longs métrages incluant L'Ordre secret à l'affiche des cinémas pendant quatre semaines, Zachary Richard, toujours batailleur présenté entre autres aux Nations unies à Genève et diffusé dans 198 pays, le film Ron Turcotte, jockey légendaire  présenté en première mondiale à Louisville, Kentucky au début de la course hippique Triple couronne, le film Frédéric Back, grandeur nature prix du public au Festival international du film sur l'art (FIFA) et présenté au festival d'Annecy en France et aux studios de Disney et diffusé à la télévision canadienne à douze reprises, et son récent Vague d'Acadiequi s'est mérité des prix à Paris et Los Angeles. Parmi ses séries documentaires, on compte Mayday (série traduite en 22 langues et diffusé dans 170 pays), Archéologie, Les Héros de la peur (Risk Takers), Les Nouveaux Détectives (The New Detectives), Trésors vivants, Stunt Stars, Transit 30-50, L'Acadie de la mer, Musique de chambre, Quelle aventure! et Tall Ship Chronicles pour lequel il a traversé l'Atlantique en grand voilier en 48 jours de l'Afrique du Sud à l'Amérique du Nord.
La moitié de ses films ont comme sujet les Acadien.ne.s. Ils incluent entre autres le premier long métrage acadien indépendant de fiction Le Secret de Jérôme, primé 15 fois aux festivals au Canada et à l'international. Il a aussi réalisé la première comédie acadienne Les Gossipeuses, le premier film acadien pour enfants Le Tapis de Grand-Pré, le remake au Nouveau-Brunswick de la série La Sagouine, le film sur l'athlète acadien Ron Turcotte, jockey légendaire, le film sur l'explosion musicale acadienne Vague d'Acadie et le film sur l'Ordre Jacques-Cartier en Acadie L'Ordre secret,.
Il a réalisé plusieurs productions sur la diaspora acadienne. Ils incluent la série populaire Les Acadiens du Québec filmé au travers les régions acadiennes du Québec avec le conteur Fred Pellerin et a été diffusé à plusieurs reprises à Radio-Canada et à RDI. En Louisiane et en Acadie il a réalisé le long métrage Zachary Richard, toujours batailleur qui s'est mérité 20 prix aux festivals. Récemment, il a tourné en France et au Canada trois films: Belle-Île-en-Mer, île bretonne et acadienne qui s'est mérité 34 prix aux festivals; Racines, diaspora et guerre réalisé au Poitou, en Bretagne et en Normandie et qui s'est mérité 128 prix; et Belle-Île en Acadie, qui s'est mérité 458 prix à travers le monde, remportant le Record mondial GUINNESS pour le plus grand nombre de prix pour un film documentaire .
Le cinéaste a réalisé des films dans plus d'une vingtaine de pays, et en a visité plus d'une cinquantaine. Il a habité la Baie Sainte-Marie (N-É), Halifax, Toronto, et Paris. Il partage présentement son temps entre Moncton (N-B) et Montréal (Qc).
En littérature, Phil est l'éditeur et co-directeur du livre collectif L'Acadie hier et aujourd'hui, publié aux Éditions La Grande Marée (Nouveau-Brunswick) et à Andrepont Publishing (Louisiane, É-U). Récipiendaire du prix France-Acadie 2015 , cette publication de 500 pages comprend deux éditions, soit en français et en anglais. Phil Comeau a aussi publié de la poésie dans les collectifs Plumes d'icitte et Éloïze et est auteur de Le Parler acadjonne dictionnaire de 1000 mots acadiens de la Nouvelle-Écosse. Son scénario du film Les Gossipeuses a été publié aux Editions Lescarbot. Il a aussi rédigé des articles pour divers revues dont L'Actualité à Montréal et pour le site web l'Encyclopédie canadienne à Ottawa.
RECONNAISSANCES : Pour sa contribution au cinéma canadien et à la culture acadienne, il a reçu 6 ordres, soit l’Ordre du Canada (2010), l’Ordre du Nouveau-Brunswick (2016), l’Ordre de la Nouvelle-Écosse (2023), l’Ordre des francophones d’Amérique (Québec - 2007), l’Ordre de la Pléiade (Assemblée des parlementaires de la francophonie OIF - 2028) et a été promu au grade de “Officier” de l’Ordre des arts et des lettres de la France (2022). - Il a aussi reçu deux doctorats honorifiques d'universités.
En 2016, Patrimoine canadien le nomme sur la liste des 30 francophones célèbres du Canada. En 2017, son film long métrage Zachary Richard, toujours batailleur est présenté aux Nations unies à Genève,. En 2023, il rapporte un Record mondial Guinness pour "Le plus grand nombre de prix pour un documentaire" pour son film Belle-Ile en Acadie https://www.guinnessworldrecords.com/world-records/553702-most-awards-won-by-a-documentary-short-film

## Filmographie

### Réalisation
- 1977 : La Cabane (fiction)
- 1978 : Les Gossipeuses (fiction)
- 1979 : La mer enligne nos terres (art et essaie)
- 1980 : Notre côte acadienne (série documentaire)
- 1980 : La musique nous explique (documentaire)
- 1982 : J'avions 375 ans (documentaire)
- 1982 : Touchons du bois (fiction)
- 1983 : À l'image de la mer (documentaire)
- 1984 : Un passage difficile (fiction)
- 1985 : Rhume (fiction)
- 1986 : Le tapis de Grand-Pré (fiction)
- 1987 : Le deuxième Souffle (documentaire)
- 1987 : Le creux de la vague (documentaire)
- 1990 : La météo de la mer (série documentaire)
- 1991 : Au mitan des îles (documentaire)
- 1992 : The Art of the Street Performer (documentaire)
- 1993 : Le monde paléo / PaleoWorld (documentaire)
- 1993 : À la recherche du Néanderthal (documentaire)
- 1993 : Petra, la ville rouge (documentaire)
- 1993 : La conspiration d'Hitler (documentaire)
- 1993 : Qui était Cléopatre? (documentaire)
- 1993 : Le Cauchemar de Caesar (documentaire)
- 1993 : Macédoine (documentaire)
- 1993 : Une ville dans les nuages (documentaire)
- 1993 : Le Sphinx (documentaire)
- 1993 : Archéologie (8 épisodes, série documentaire)
- 1994 : Le secret de Jérôme (long métrage fiction cinéma)
- 1995 : Les nouveaux détectives / New Detectives (série docu-fiction)
- 1996 : Lassie (série fiction télévisée)
- 1998 : Teen Knight (long métrage fiction télévision)
- 1998 : Émilie de la Nouvelle Lune / Émily of New Moon (série fiction)
- 1999 : Quelle aventure! / Walking on the Wild Side (2 épisodes, série documentaire)
- 2000 : Pit Pony (6 épisodes, série fiction)
- 2001 : Chopin: Frédéric et Georges (docu-fiction)
- 2001 : Tribu.com 1 (7 épisodes, série fiction)
- 2002 : Tribu.com 2 (6 épisodes, série fiction)
- 2002 : Tall Ship Chronicles (2 épisodes, série documentaire)
- 2003 : Les couleurs de mon accent (série docu-fiction)
- 2004 : Mayday II (série docu-fiction)
- 2005 : Mayday III (série docu-fiction)
- 2005 : Ténérife, le crash du siècle (long métrage fiction)
- 2006 : La Sagouine (12 épisodes, série fiction)
- 2007 : Risk Takers / Les héros de la peur (série documentaire)
- 2008 : Stunt Stars (série docu-fiction)
- 2009 : La nature avant tout (série Trésors Vivants)
- 2011 : Les Acadiens du Québec, avec Fred Pellerin (2 épisodes, série documentaire)
- 2011 : Québécois d'origine acadienne (5 courts, série web)
- 2012 : Frédéric Back: Grandeur nature (long métrage documentaire et animation)
- 2013 : Ron Turcotte, jockey légendaire (long métrage documentaire)
- 2015 : J'habite ici, au bord de l'eau (2 épisodes, série documentaire)
- 2015 : Sea Monsters (docu-fiction)
- 2015 : The Bermuda Triangle (docu-fiction)
- 2016 : Cousins, cousines de la Louisiane (6 courts, série web)
- 2016 : Zachary Richard, toujours batailleur (long métrage documentaire)
- 2016 : Belle-Île-en-Mer, île bretonne et acadienne (documentaire)
- 2018 : Vague d'Acadie (long métrage documentaire & série en 2 épisodes)
- 2019 : Belle-Île en Acadie (documentaire)
- 2021 : Femmes capitaines (documentaire)
- 2022 : L'Ordre secret (long métrage docu-fiction)
- 2023 : Racines, diaspora et guerre (docu-fiction)
- 2025 : Résonance Acadie (documentaire)

### Scénarisation
- 1977 : La Cabane (fiction)
- 1978 : Les Gossipeuses (fiction)
- 1979 : La mer enligne nos terres (art et essaie)
- 1980 : Notre côte acadienne (série)
- 1980 : La musique nous explique
- 1982 : J'avions 375 ans
- 1982 : Touchons du bois (série)
- 1983 : À l'image de la mer
- 1984 : Un passage difficile (fiction)
- 1985 : Rhume (fiction)
- 1986 : Le Tapis de Grand-Pré (court)
- 1987 : Le deuxième souffle
- 1987 : Le creux de la vague
- 1990 : La météo de la mer (série)
- 1991 : Au mitan des îles (court)
- 1992 : Archéologie (série télévisée)
- 1994 : Le Secret de Jérôme (long-métrage cinéma)
- 1999 : Quelle aventure ! (série )
- 2002 : Tall Ship Chronicles (série)
- 2004 : Mayday II (série)
- 2006 : La Sagouine (série)
- 2007 : Les Pros du danger (série)
- 2008 : Stunt Stars (série)
- 2009 : La Nature avant tout (série)
- 2010 : Les Acadiens du Québec, avec Fred Pellerin (2 épisodes, série documentaire)
- 2010 : Québécois d'origine acadienne (5 courts, série web)
- 2011 : Frédéric Back: Grandeur nature (long métrage documentaire)
- 2012 : Ron Turcotte, jockey légendaire (long métrage documentaire)
- 2015 : Cousins, cousines de la Louisiane (6 courts, série web)
- 2015 : Zachary Richard, toujours batailleur (long métrage documentaire)
- 2016 : Belle-Île-en-Mer, île bretonne et acadienne (documentaire)
- 2018 : Vague d'Acadie (long métrage documentaire et série)
- 2018 : Minute du Patrimoine - L'Expulsion des Acadiens (fiction)
- 2019 : Belle-Île en Acadie (documentaire)
- 2020 : Femmes capitaines (documentaire)
- 2021 : L'Ordre secret (long métrage docu-fiction)
- 2022 : Racines, diaspora et guerre (docu-fiction)
- 2023 : Le trésor des héritiers (long métrage fiction)
- 2024 : Résonance Acadie (documentaire)

### Montage
- 1977 : La Cabane (fiction)
- 1980 : Notre côte acadienne (série de 4 documentaires)
- 1998 : The Illuminated Life of Maud Lewis (docu-fiction)

### Production
- 1980 : Notre côte acadienne (série de 4 documentaires) - producteur
- 1982 : La musique nous explique (documentaire) - producteur associé
- 1994 : Le Secret de Jérôme (long métrage fiction) - producteur associé
- 2016 : Belle-Île-en-Mer, île bretonne et acadienne (documentaire) - producteur
- 2019 : Belle-Île en Acadie (documentaire) - producteur
- 2023 : Racines, diaspora et guerre (docu-fiction) - producteur
- 2025 : Résonance Acadie (documentaire) - producteur

### Jeu d'acteur
- 1983 : Le Temps d'une Paix, Entre Chien et Loup, M. le Ministre, Paul Marie et les Enfants, Street Legal (comédien-télévision)
- 1988 : Rendez-vous Canada, 1606 (narration)
- 2007 : Esprit de famille (narration)
- 2022 : L'Ordre secret (lui-même)